# Gulfläckigt klippfly
Gulfläckigt klippfly (Polymixis flavicincta) är en fjärilsart som beskrevs av Ignaz Schiffermüller 1775. Gulfläckigt klippfly ingår i släktet Polymixis och familjen nattflyn. Enligt den svenska rödlistan är arten nationellt utdöd i Sverige. Arten förekommer tillfälligtvis i Götaland. Artens livsmiljö är stadsmiljö. Inga underarter finns listade i Catalogue of Life.

## Bildgalleri

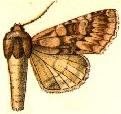
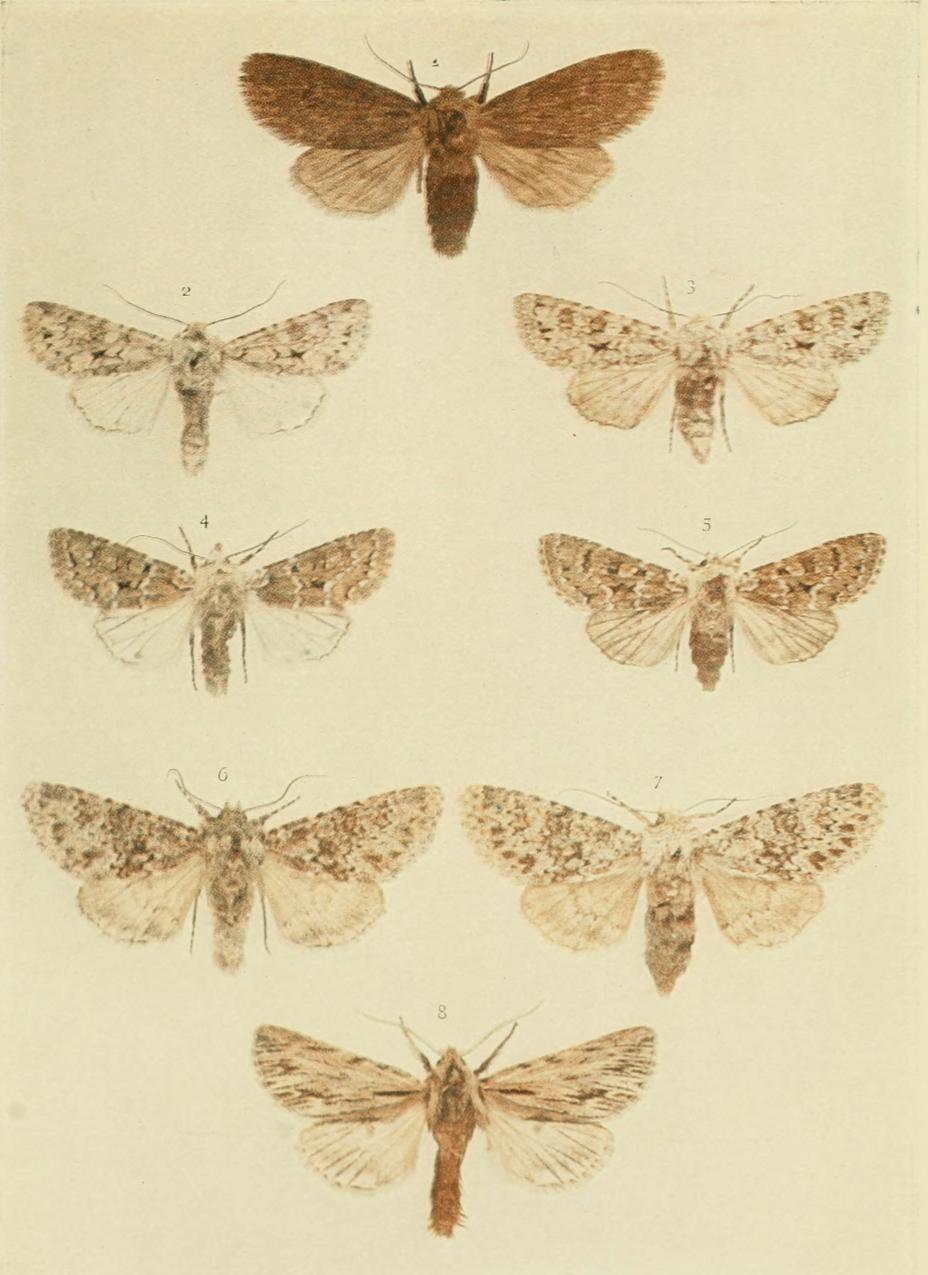